# Alberto Melucci
Alberto Melucci (Rimini, 27 novembre 1943 – Rimini, 12 settembre 2001) è stato un sociologo italiano.

## Biografia
Alberto Melucci è stato professore ordinario di Sociologia dei processi culturali all'Università degli Studi di Milano, dove era anche docente presso la Scuola di specializzazione in psicologia clinica. Era inoltre psicoterapeuta e poeta.
È nato a Rimini nel 1943 e lì è morto il 12 settembre 2001.
Professore ordinario di Sociologia dei Processi Culturali all'Università di Milano, docente presso la Scuola di Specializzazione in Psicologia Clinica della stessa Università e psicoterapueta, ha insegnato anche in Europa, negli Stati Uniti, in Asia e America Latina, ricoprendo importanti incarichi accademici e svolgendo un'intensa attività di ricerca.
I suoi studi si sono concentrati sui problemi della teoria sociologica, sull'analisi dell'azione collettiva, sull'identità e il mutamento culturale. Dopo i primi lavori dedicati ai temi delle classi e delle disuguaglianze sociali nei paesi socialisti, in Francia e in Italia, avvia una riflessione sui rapporti tra conflitto e mutamento che si definirà come interesse verso i nuovi movimenti sociali. I rapporti tra movimenti, identità e bisogni individuali sono stati l'oggetto più specifico della sua riflessione dalla fine degli anni settanta in poi, con l'elaborazione di un quadro teorico sistematico e importanti contributi alla metodologia della ricerca sociologica. Rivolge poi la sua attenzione alle forme politiche di rappresentanza e all'analisi comparata dei movimenti etnico-nazionali. Con una vasta ricerca sulle aree di movimento nella metropoli, si apre ai temi della pace, delle mobilitazioni giovanili, dei movimenti delle donne, delle questioni ecologiche e delle forme di solidarietà neo-religiose. Alla fine degli anni settanta fonda con Anna Fabbrini il Centro Alia per lo studio e la ricerca in psicologia clinica e si dedica anche alla formazione e al lavoro psicoterapeutico. Nell'ambito della riflessione clinica si apre alle neuroscienze e contribuisce in modo innovativo alla riflessione sui metodi della formazione a orientamento fenomenologico e alla elaborazione della teoria psicoterapeutica, valorizzando il tema delle relazioni e del rapporto tra persona e contesto sociale. Attraverso una sintesi tra analisi sociologica e lavoro clinico, affronta il tema del tempo intrecciando l'analisi di esperienze individuali e azione collettiva e cogliendo anche l'importanza del ruolo del corpo nella costruzione e nella perdita dell'identità nella società contemporanea.
Sull'identità e il mutamento culturale prosegue e approfondisce intanto i suoi lavori continuando ad esplorare la domanda di cambiamento intrecciando i temi dell'esperienza individuale e dell'azione collettiva. Anticipando i tempi, pubblica diversi scritti sull'ingresso nella società planetaria analizzando i processi di globalizzazione e la loro ricaduta sulla vita personale, sulla vita quotidiana, sulle relazioni. Negli ultimi anni la sua ricerca si concentra sui temi della trasformazione del sé, dell'adolescenza e della creatività. Pubblica negli Stati Uniti alcuni volumi che rappresentano la sintesi teorica del suo lavoro, raggiungendo fama internazionale. Prosegue i suoi studi sul tema del multiculturalismo, dando ancora importanti contributi alla ricerca sociologica, innovando il metodo qualitativo.
Negli ultimi anni si dedica maggiormente alla riflessione e alla scrittura poetica che da sempre lo ha accompagnato.
Per maggiore approfondimento del suo lavoro www.albertomelucci.it

## Opere principali

### Sociologia
- Leszek Kolakowski: un marxismo spregiudicato, Milano, Vita e pensiero, 1967
- Società socialista e laicizzazione: la dinamica attuale dell'atteggiamento religioso in Polonia, Milano, Vita e Pensiero, 1969
- Classe dominante e industrializzazione: ideologie e pratiche padronali nello sviluppo capitalistico della Francia, Milano, FrancoAngeli, 1974
- (FR)  La mediation ambigue: vers la formation d'un systeme institutionnel de relations professionnelles en Italie, Paris, Edition du Seuil, 1975
- Movimenti di rivolta. Teorie e forme dell'azione collettiva (a cura di), Milano, Etas, 1976
- Sistema politico, partiti e movimenti sociali, Milano, Feltrinelli, 1977
- Appunti su movimenti, terrorismo, societa italiana, Bologna, Il Mulino, 1978
- L'invenzione del presente. Movimenti, identità, bisogni individuali, Bologna, Il Mulino, 1982
- Altri codici (Il Mulino, 1984);
- Corpi estranei. Tempo interno e tempo sociale in psicoterapia, Milano, Libreria scientifica Ghedini, 1984
- Libertà che cambia, Milano, Unicopli, 1987
- Riproduzione, eros, comunicazione, Como, Red, 1988
- Nomads of the Present. Social Movements and Individual Needs in Contemporary Society, edited by John Keane and Paul Mier, Philadelphia: Temple University, 1989.
- Il gioco dell'io. Cambiamento di sé in una società globale Milano, Feltrinelli, 1991
- Nazioni senza Stato. I movimenti etnico-nazionali in occidente (con Mario Diani), Milano, Feltrinelli, 1992
- L'età dell'oro. Adolescenza tra sogno ed esperienza, con Anna Fabbrini, Milano, Feltrinelli, 1992
  - L'âge des possibles Adolescents entre rêve et expérience, con Anna Fabbrini, trad. Clément Rivière, Genève, Editions IES, 2017

- Passaggio d'epoca, il futuro è adesso Feltrinelli, 1994; Ledizioni 2010
- Creatività, miti, discorsi, processi (a cura di), Feltrinelli, 1994
- (EN)  Challenging Codes: Collective Action in the Information Age, Cambridge, Cambridge University Press, 1996
- (EN)  The Playing Self: Person and Meaning in the Planetary Society, Cambridge, Cambridge University Press, 1996
- Verso una sociologia riflessiva. Ricerca qualitativa e cultura, Bologna, Il Mulino, 1998
- Parole Chiave. Per un nuovo lessico delle scienze sociali Roma, Carocci, 2000
- Diventare persone, Torino, Gruppo Abele, 2000
- Culture in gioco. Differenze per convivere Milano, Il Saggiatore, 2000
- Nel 2007, a cura del Prof. Michinobu Niihara esce la traduzione in giapponese del volume The playing self

### Poesia
- Giorni e cose, prefazione di Lalla Romano, Verucchio, Pazzini, 2000
- Zénta, Verucchio, Pazzini, 2000
- Mongolfiere, postfazione di Ezio Raimondi, Milano, Rosellina Archinto Editore, 2002

### Sull'opera di Alberto Melucci
- Nell’ottobre del 2002, a un anno dalla sua scomparsa, l’Università di Milano ha organizzato un convegno internazionale per ribadire l’importanza e l’attualità del suo contributo teorico e del suo lavoro di ricerca. Gli atti del convegno sono stati pubblicati nel volume Identità e movimenti sociali in una società planetaria. In ricordo di Alberto Melucci. (a cura di L. Leonini, Ed.Guerini studio, 2003)
- Giuliana Chiaretti, Sociologia al confine: una prima lettura dell'opera di Alberto Melucci, "Rassegna italiana di sociologia", 43 (2002), pp. 143-156
- Giuliana Chiaretti e Maurizio Ghisleni (a cura di), Sociologia di confine. Saggi intorno all'opera di Alberto Melucci, Milano, Mimesis ISBN 8857501124
- Sono in corso di stampa due importanti ricerche sull'opera dell'autore condotte con l’Università di Yokohama: Homines patientes e Sociology of Listening dedicate ai temi della cura e della malattia.